# Інституціоналізація історичної науки
Інституціоналізація історичної науки — створення історичних факультетів університетів, історичних семінарів, журналів, асоціацій, товариств. Визначальним періодом у розвитку тієї чи іншої науки є етап, коли процес продукування нею знань стає, по-перше, методологічно упорядкованим, а по-друге, залежним від організаційних форм, в яких він набуває якостей спеціалізованої суспільної практики. Становлення різноманітних комунікативних органів науки — наукових інституцій, що відбувається в ході перетворення наукових досліджень у спеціалізовану суспільну діяльність, саме і є процесом, який історики науки називають інституціоналізацією науки. Наукові інституції дають змогу дослідникам отримувати суспільні ресурси для проведення своїх робіт, вони об'єднують різні генерації науковців спільною метою й практикою дослідницької роботи, є зберігачами колективної пам'яті. Вони створюють локальні традиції й різноманітні, в тому числі й альтернативні, наукові школи та напрями. Цим забезпечуються спадковість фахової спеціалізації й певний дослідницький консерватизм, який стає на перешкоді інтелектуальному радикалізму, поширенню неперевірених наукових концепцій, порушень етики (Ethos) вченого й образу (Habitus) науки. В результаті забезпечується здорова конкуренція в науці. На етапі, що передував інституціоналізації, зокрема історичної науки, комунікативні осередки дослідників історії (напр. школи літописців) також існували, але вони були поодинокими і нечисельними, а головне — вони не були спеціалізованими осередками з продукування тих чи інших історичних знань.
У сучасній історіографії розроблена така типологія історичних інституцій:

1) професійні інституції в закладах вищої освіти;

2) інституції, основним завданнями яких є проведення наукових досліджень;

3) інституції внутрішньої наукової комунікації;

4) внутрішні дисциплінарні службові інституції;

5) інституції, в яких поєднуються аматорський та фаховий дискурси;

6) інституції, завданням яких є презентація широкій громадськості історичних знань;

7) інституції, в яких історичні дослідження поєднуються з політикою.
Основними критеріями такого поділу є: напрями й форми діяльності історичних інституцій; мета їх створення; фахові групи, які в них існують.

## Професійні інституції в закладах вищої освіти
Здебільшого це — університетські структури (семінари, інститути, факультети й кафедри), в яких готують дипломованих істориків. Тут здійснюється викладання й проводяться наукові дослідження, які публічно обговорюються й критикуються. Цей тип історичних інституцій є найбільш повноцінним: він здатен репродукувати себе, розробляти наукові стандарти й контролювати дотримання їх через систему атестації та рекрутування кадрів.

## Інституції, основним завданням яких є проведення наукових досліджень
Як правило, це — позауніверситетські структури, що проводять масштабні фахові дослідження, здійснюють підготовку кадрів вищої кваліфікації, однак не займаються викладацькою справою. В Україні такими структурами є інститути Національної академії наук України (напр., Інститут історії України НАН України, Інститут археології НАН України, Інститут української археографії та джерелознавства імені М. С. Грушевського НАН України, Інститут українознавства імені І. Крип'якевича НАН України, Інститут сходознавства імені Агатангела Кримського, Інститут європейських досліджень НАН України та ін.).

## Інституції внутрішньої наукової комунікації
До цієї групи належать конгреси, конференції, об'єднання істориків, численна фахова періодика, списки електронної розсилки, книжкові серії, великі міжінститутські й міжнародні історичні проекти.

## Внутрішні дисциплінарні службові інституції
Це заклади, які координують та фінансують наукові дослідження (у багатьох країнах це державні та приватні фонди. Це також наднаціональні органи, зокрема ЮНЕСКО). Як такі вони не є безпосередньою складовою історичної науки, однак опосередковано — через фінансування конкретних програм — визначають напрями дослідницької активності й задають стандарти для наукових досліджень.

## Інституції, в яких поєднуються аматорський та фаховий дискурси
До цієї групи належать історичні товариства та об'єднання, в яких задіяні професіонали та аматори.

## Інституції, завданням яких є презентація широкій громадськості історичних знань
Це: історичні музеї, виставки, лекторії, науково-популярні історичні видання, історичні передачі на радіо та телебаченні тощо.

## Інституції, в яких відбувається поєднання політики та історичної науки
До цієї категорії належать різноманітні кваліфікаційні комісії, ради при міністерствах, організації наукового самоуправління, історичні комісії партій політичних і політичних об'єднань тощо.

## Історія
І.і.н. відбулася в 2-й половині 19 — 1-й чверті 20 ст. у країнах Західної та Центральної Європи, які вели першість у цьому процесі, її можна поділити на два періоди: від 1860 до 1890 і від 1890 до 1920.
Для 1-го періоду характерними були процеси: становлення семінарів в університетах, вироблення основних принципів підготовки фахових кадрів, публікація в періодичних виданнях праць професіоналів та аматорів, виникнення фахової періодики з чітко визначеними національними устремліннями, проведення перших наукових конференцій у локальних і регіональних наукових товариствах тощо.
Для 2-го періоду характерними були: проведення національних та інтернаціональних конгресів як нової форми наукової комунікації, посилення залежності наукових досліджень від соціальних практичних потреб. Саме в цей період історичній науці було кинуто виклик з боку політичної економії та соціології, які створили їй конкуренцію своїми генералізуючими тлумачними моделями, наслідком чого стало, зокрема, перетворення історичної науки в «соціально-орієнтовану аналітичну дисципліну» та завершення процесу становлення національних моделей історичних інституцій.
І.і.н. в більшості країн Європи безпосередньо пов'язана з університетами, точніше з університетськими реформами, започаткованими в Німеччині А.Гумбольтом і підхопленими всіма іншими університетами як в Європі, так і в Північній Америці. Суть цих реформ полягала в тісному поєднанні в університетах наукової і навчальної діяльності. Провідною формою такого поєднання стали університетські семінари. Вони функціонували як комунікативні осередки, де в дискусіях і співпраці з викладачами студенти та докторанти («професорські стипендіати/аспіранти») прилучалися до професійних традицій та опановували методи наукового дослідження.
Засновником історичних семінарів був Л.Ранке. Працюючи з 1825 в Берлінському університеті, а з 1834 очолюючи там кафедру німецької історії, він створив семінар для роботи зі студентами й докторантами, які згодом посіли практично всі кафедри історії в німецьких університетах і поширили там досвід семінарської підготовки професіональних істориків. Становленню інфраструктури історичної науки в Німеччині сприяло також відкриття архівів (приватних, монастирських, міських, державних та ін.), видання «Monumenta Germaniae Historia» і численних збірників документів з минулих років. Німецькі університети стають «інкубаторами» з підготовки істориків: як власне німців, так і представників інших країн. Згодом останні зробили значний внесок у розбудову інституційних елементів історичної науки в державах, звідки вони були родом.

## В Україні
В Україні в 2-й половині 18 ст. вивчення історії було справою освічених аматорів. Історичні дослідження не мали професійного характеру, були відсутні організаційні основи для розвитку фахової науки. Ці основи почали формуватися вже в 19 ст., в процесі розвитку Харківського (від 1805), Київського (від 1834) та Новоросійського (від 1865; Одеса) університетів, у структурі яких створювалися історичні кафедри (як правило, це були кафедри історії Росії, загальної історії, теорії та історії мистецтва) й історико-філологічні факультети. Тривалий час домінуючою була лекційна форма викладання, але поступово окремі викладачі почали практикувати заняття зі студентами у формі т. зв. репетицій і вчених бесід. Студентів зобов'язували готувати письмові роботи на задані теми й обговорювати їх із професором. У 2-й половині 19 ст. набули поширення просемінарії та семінарії (подібні до тих, які існували в західно-європейських університетах). Викладачі, котрі мали тривалі закордонні наукові відрядження, після повернення активно включалися в семінарську роботу. Напр., 1881/82 навчальну роботу на історико-філологічному факультеті Київського університету практичні заняття зі студентами проводили: В.Антонович — з російської історії, Ф.Фортинський — з історії середніх віків, І.Лучицький — з нової історії, В.Аландський — з грецької літератури, Ф.Мищенко — з грецької історіографії. Однак історичний семінар не став головною інституційною формою організації історичної науки в російських університетах, нею так і залишилася кафедра.

## Історичні товариства
Важливу роль у процесі І.і.н. поряд з університетськими кафедрами відігравали також численні історичні товариства. Вони не лише вгамовували жагу інтересу до минулого в багатьох свідомих громадян тогочасних держав, а й сприяли налагодженню комунікації між аматорами та професіоналами. В багатьох країнах вони стали центрами національного відродження і організаторами майбутніх професійних об'єднань. Зосереджуючись переважно на вивченні вітчизняної історії, вони одночасно сприяли архівним дослідженням, становленню вітчизняної періодики й проведенню національних конгресів істориків. У Польщі та Чехії, напр., історичні товариства були центрами об'єднання істориків, котрі належали до різних напрямів національної історичної науки. Так, Польське історичне товариство, створене 1866 у Львові, об'єднало істориків, які працювали в Галичині, й сформувало альтернативний консервативним краківським історикам (займали провідні позиції в Академії знань) центр польської історичної науки, до якого увійшли представники львівської історичної школи й частково варшавської історичної школи польської історіографії національної історії, а в Чехії історичний клуб на чолі з Й.Пекаржем об'єднував т. зв. істориків-модерністів та консерваторів, які домінували в традиційних інституціях чеської історичної науки — у Музеї королівства Богемії й заснованій 1890 Чеській академії наук та мистецтв. У Румунії історичні товариства виконували значною мірою також політичну функцію — сприяли формуванню національної ідентичності й утвердженню молодої державності.
У Російській імперії до 1917 діяло 71 науково-історичне товариство. Вони об'єднували професіоналів-істориків (викладачів вищих та середніх навчальних закладів, працівників архівів, бібліотек, музеїв) та аматорів. Чисельність учасників у кожному з них коливалася від 100 до 200 осіб, хоча активно в них працювали не всі. Діяльність товариств регламентувалася статутами, які затверджував імператор, а з 1863 — міністр народної освіти. В 1-й половині 19 ст. були засновані, зокрема, Московське товариство історії та старожитностей, Одеське товариство історії та старожитностей, Тимчасова комісія для розбору давніх актів у Києві (див. Київська археографічна комісія). Діяльність цих інституцій мала або ж універсальний (серед програм їхньої роботи лише частина була суто історично спрямованою), або ж вузькоспеціальний характер (займалися виключно археологічними розкопками чи археографічними пошуками). Це зумовлювалося не тільки системою державного контролю за ними та існуючими обмеженнями щодо громадського самоврядування, а й станом розвитку тогочасної історичної науки. Лібералізація суспільно-політичного життя в Росії в 2-й пол. 19 ст. сприяла стрімкому зростанню кількості науково-історичних товариств: до 1846 діяло лише 6 товариств, впродовж 1863—1915 виникло 61 товариство (деякі з них, однак, уже невдовзі після створення виявилися нежиттєздатними й припинили своє існування). Основними формами роботи науково-історичних товариств були: заслуховування й обговорення наукових доповідей та повідомлень, випуск періодичних та неперіодичних видань («Труды», «Записки» та ін.), збирання історичних джерел та пам'яток, створення бібліотек, музеїв та архівів, організація археологічних та етнографічних експедицій, культурно-просвітницька діяльність у формі публічних лекцій тощо. Крім незначної частини добровільних пожертвувань та членських внесків, діяльність всіх товариств залежала від державних субсидій, що загалом визначило їх держ.-легітимний характер.
Найвідомішими серед діючих в Україні історичних товариств були: Історичне товариство Нестора-літописця в Києві (1872), Харківське історико-філологічне товариство (1877), Історико-філологічне товариство при Новоросійському університеті (1889) та Історико-філологічне товариство при Історико-філологічному інституті князя Безбородька в Ніжині (1894). Ці товариства об'єднували професійних істориків та аматорів і, на зразок аналогічних європейських інституцій, сприяли подальшій І.і.н. Вони провадили дослідження регіональної історії, збирали та публікували археологічні, етнографічні та письмові пам'ятки минулого, брали участь у підготовці та проведенні загальноросійських з'їздів (насамперед археологічних з'їздів). Що ж стосується роботи, спрямованої на формування національної історичної свідомості та засад національної історичної науки, то в умовах відсутності власної української державності вона могла здійснюватися виключно в обмежених формах і лише в громадських органах. В Україні таку роботу вели: Літературне товариство імені Шевченка (1873; від 1892 — Наукове товариство імені Шевченка), Українське наукове товариство в Києві (1907); Руське історичне товариство в Чернівцях (1902).

## Історичні журнали
Важливою складовою процесу І.і.н. в більшості країн Європи було створення національних «загальних історичних журналів», які в 2-й половині 19 ст. відігравали роль координаторів наукових досліджень, були ареною теоретико-методологічних дискусій, знайомили представників фаху з вітчизняною та зарубіжною дослідницькою літературою, інформували про події «професійного світу» тощо.
У Німеччині 1859 був заснований «Historische Zeitschrift». Це був перший на континенті національний історичний журнал з чітко окресленою спрямованістю на методологію історичного дослідження та «політично помірковану національно-державницьку історіографію». У Франції 1876 група молодих істориків ліберально-протестантського напряму (переважна більшість з яких отримала перед цим фахову підготовку в Німеччині) на чолі з Г.Моно заснувала «Revue Historique». Важливими мотивами, які спонукали їх до цього, були: по-перше, потреба протиставити нову концепцію національної історії тій концепції, яку відстоювала впливова група католицьких істориків, які об'єдналися навколо заснованого 1866 «Revue des questions historiques»; по-друге, бажання покласти край пануючим у французькій історіографії методам історичного дослідження, що ґрунтувалися на історіософії Просвітництва доби, й започаткувати «обговорення питань методу» («discours de la methode») у середовищі професійних дослідників історії.
В Італії заснування на конгресі італійських істориків 1884 в Турині «Rivista Storica Italiana» було наслідком вирішення політично-інституційних проблем монархії. Новий журнал, разом з періодичними конгресами італійських істориків, мав стати «спільним центром» для узгодження наукових зусиль науковців і численних місцевих товариств у сфері національної історії.
У Великій Британії наслідком переорієнтації з пануючої в країні літературної форми історіографії, найвпливовішим представником якої був Томас Бабінгтон Маколей, на німецьку модель історичних досліджень стало створення 1886 «English Historical Review». Перший номер цього часопису відкривався статтею лорда Актона про «Німецьку школу істориків», в якій особлива увага зверталася на теоретичні й інституційні основи німецької історіографії.
У Польщі «Kwartalnik Historyczny» вийшов 1887 у Львові як орган Польського історичного товариства. Засновник журналу К.Ліске тривалий час був референтом польської історичної літератури німецького журналу «Historische Zeitschrift» Г. фон Зібеля, де критикував консервативних краківських істориків. «Kwartalnik Historyczny» був виданням для всіх польських земель і діяв як інформаційний та критичний центр польської історіографії — у середньому на рік тут друкувалося 200 рецензій.
Першою спробою створити «загальний історичний журнал» в Російській імперії була ініціатива історика М.Кареєва перетворити неперіодичний збірник «Историческое обозрение» Історичного товариства при Петербурзькому університеті в періодичний науковий орган фахової корпорації. Однак лише через добрий десяток років, 1913, за редакцією М.Кареєва у видавництві «Брокгауз и Ефрон» (див. «Брокгауза и Ефрона энциклопедический словарь») вийшов перший номер «Научного исторического журнала» (з початком Першої світової війни він припинив своє існування, вийшло всього 5 випусків). Це було єдине періодичне видання в Російській імперії, яке за своїми завданнями, категорією читачів та авторів, структурою та характером опубл. матеріалів було аналогічним до європейських історичних журналів."Киевская старина" (1882—1906), яка за характером, змістом опублікованих матеріалів та категорією читачів належала до типу загальних «українознавчих» культурологічних видань, а серед її авторів переважали професійні науковці, які публікували на сторінках журналу кваліфіковані наукові статті з української історії, етнографії, археології, історії мови та літератури 16–19 ст., вирішувала, проте, не стільки фахові, скільки національно-культурні завдання.

## Асоціації істориків
Ще одним важливим кроком на шляху І.і.н. було створення в більшості країн Європи та в США в 19 — на початку 20 ст. національних асоціацій істориків. Такі об'єднання створювалися, як правило, після проведення відповідних національних конгресів істориків-професіоналів, які усвідомлювали необхідність координації наукових досліджень в умовах поглиблення спеціалізації історичної науки. В США Американська асоціація істориків була заснована у вересні 1884 членами існуючої з 1865 Американської асоціації соціальних наук. Головним завданням цього професійного об'єднання проголошувалося «сприяння не стільки вивченню американської історії, скільки вивченню історії в Америці». В Німеччині на 3-му з'їзді німецьких істориків у квітні 1895 у Франкфурті-на-Майні був створений Союз німецьких істориків, який став організатором і координатором проведення загальнонімецьких з'їздів фахової корпорації (до I світової війни відбулося 13 з'їздів). В Англії поштовхом для створення 1906 Історичної асоціації, заснованої на 1-й національній конференції істориків, стали інституційні зміни в історичній науці: наприкінці 19 — початку 20 ст. до традиційних центрів історичних досліджень (Оксфорд і Кембридж) додалися університети в Манчестері, де була створена школа економічної історії, та Лондоні, в якому 1895–98 виникла школа економіки та політики, яка зосередила свою увагу на проблемах соціальної історії. В Російській імперії подібної асоціації не було створено.